# Simon Boruhradsky
Šimon Boruhradský — Simón de Castro en espagnol — (Polná, République tchèque actuelle, Saint-Empire romain germanique, 26 octobre 1650 - Mort de la peste en mer dans le Pacifique, 1697) est un frère (non prêtre) jésuite d'origine de Bohême architecte et missionnaire en Nouvelle-Espagne.

## Biographie
Entré dans la Compagnie de Jésus en 1670 après avoir étudié les lettres classiques et la philosophie à l'université de Jihlava  il répond à l'appel missionnaire et s'embarque pour la Nouvelle-Espagne en 1678 après avoir passé un an à Cadix où il change son nom pour Simón de Castro. Polyglote, musicien et connaissant l'architecture et l'ingénierie il espère pouvoir y rendre de grands services.
Il arrive à Mexico en octobre 1680 et dans un premier temps il est sacristain de la chapelle du lycée jésuite de San Pedro et San Pablo. Mais rapidement on lui confie des missions en lien avec la construction et l'architecture. Il est principalement associé à la restauration de plusieurs bâtiments administratifs de la vice-royauté, dont le palais des vice-rois dégradé par un incendie lié aux emeutes survenues en 1692. Ses compétences en hydraulique seront mises à contribution lors des travaux d'aménagement de Mexico visant à protéger la ville des inondations.
En 1688, il demande à être envoyé dans les missions de Californie. Ses supérieurs décident de l'envoyer dans les îles Mariannes. Il reprend la mer en 1697. Lors du voyage on découvre qu'il est porteur de la peste. Il meurt à bord du navire au milieu de l'océan Pacifique.